# Lenkeffy Ica
Lenkeffy Ica (néha: Lenkefi, külföldön Ica von Lenkeffy, született: Kaukál) (Miskolc, 1896. október 24. – Budapest, 1955. január 24.) színésznő, a magyar némafilmek egyik első „csillaga”.

## Élete
Lenkefi Kornél (Kaukál Győző Manó József) színész és Keresztély Ernesztin (Katalin) színésznő lánya. Eredeti neve Kaukál Ilona (Thury Zsuzsa hivatkozott könyvében: Kalkál Ilona). Budapesten járt iskolába, színiiskolát nem végzett. Előbb vidéken szerepelt, majd tizenöt évesen mutatkozott be a Vígszínházban a „Nyári szerelem” Julie szerepében. 1913-ig a Vígszínház, 1914-ben a Magyar Színház, 1915-ben a Király Színház tagja volt. 1918. június 8-án Budapesten, az Erzsébetvárosban Roboz Imre, a Projectograf Rt. igazgatójának felesége lett, de 1923-ban elváltak.
Először 1912-ben, a filmrendezéssel éppen csak próbálkozó Góth Sándor két filmjében kapott szerepet. Első sikeres filmje a Szulamit (1916, rendezte Illés Jenő), majd többnyire Kertész Mihály, Korda Sándor filmjeiben játszott. Partnerei között volt Csortos Gyula, Somlay Artúr, Törzs Jenő vagy a későbbi Oscar-díjas Paul Lukas (Lukács Pál). 1921-ben Bécsbe, majd Berlinbe hívták filmezni. Német produkcióban készült az Othello (1922) is, melyben Emil Jannings (Othello) és Werner Krauss (Jago) partnereként Ica von Lenkeffy Desdemona szerepét alakítja. Ez volt Shakespeare Othello című drámájának első filmadaptációja,
1923-ban újra férjhez ment, ezúttal Louis Mannheim párizsi bankárhoz. Párizsba költözött, ahol luxus körülmények között élt, de férje kívánságára felhagyott a filmezéssel. Később megpróbált visszatérni, két francia némafilmben is kapott szerepet, a hangosfilm megjelenése azonban nyilván lehetetlenné tette a folytatást. Férjétől Goldberger Leó fiával, Goldberger Miklóssal megszökött. Az 1930-as években visszatért Magyarországra.

## Főbb színházi szerepei
- Artus–Adorján L.: Nyári szerelem – Julie
- Bernstein: Az ostrom – Georgette
- Lehár Ferenc: Végre egyedül – Tilly

## Filmszerepei
- A víg özvegy (1912) – Angéla
- Keserű szerelem (1912) – az eladó lány
- Vigyázz, törékeny! (1915)
- Szulamit (1916) – Szulamit
- Monna Vanna (1916) – Giovanna/Monna Vanna
- A szerencse fia (1916) –  Irén
- Hófehérke (1916) – Hófehérke
- A kuruzsló (1917) – Ilma
- A csikós (1917) – Rózsi
- A vörös Sámson (1917) – Edith
- Szent Péter esernyője (1917) – Veronika
- A riporterkirály (1917) – a kiadó lánya
- Vengerkák (1917). – Ladányi Teréz
- A senki fia  (1917) – Eliz
- Tavasz a télben (1917) – Veér Magda
- Az árendás zsidó (1918) – Magda
- A faun (1918) – Lady Alexandra Vance
- Az aranyember (1918) – Noémi
- Mary Ann (1919) – Mary Ann
- Liliom (1919) - Julika (nem készült el)
- A masamód (1920) – Kalotaszegi Vilma
- Az aranyszemű hölgy (1920) – az aranyszemű hölgy
- Beatrice házassága (1920)
- A szerelem mindent legyőz/ Minden poklokon keresztül (1920) – Edith Grandais
- Farsangi mámor (1921) – Margarette
- Die Erbin von Tordis (1921) – Anne Kathrin
- Othello (1922) – Desdemone
- Fraulein Frau (1923)
- Yvette (1928)
- Souris d’hôtel (1929 ) – Rita